# Merkel, Texas
Merkel là một thị trấn thuộc quận Taylor, tiểu bang Texas, Hoa Kỳ. Năm 2010, dân số của thị trấn này là 2590 người.

## Dân số
- Dân số năm 2000: 2637 người.
- Dân số năm 2010: 2590 người.